# Северный канал
Северный канал (фр. Canal du Nord) — судоходный канал, расположен на севере Франции. Соединяет бассейны рек Уаза и Сансе, приток Шельды), обеспечивает грузоперевозки Северного промышленного района и Парижа (уголь, древесина, машины и др.).
Северный канал имеет длину 95 км. Построен в начале XX века, в 1961—1965 годах реконструирован. Водоизмещение проходящих по каналу судов ограничено 700 т.